# Gnathia serrula
Gnathia serrula är en kräftdjursart som beskrevs av Kensley, Schotte och Poore. 2009. Gnathia serrula ingår i släktet Gnathia och familjen Gnathiidae. Inga underarter finns listade i Catalogue of Life.